# On the Milky Road
Pour plus de détails, voir Fiche technique et Distribution.
On the Milky Road (en serbe : На млечном путу, Na mlečnom putu; en italien : Sulla la Via Lattea) est un film dramatique serbe écrit et réalisé par Emir Kusturica et sorti en 2017.

## Synopsis
Sous le feu des balles, Kosta, un laitier, traverse la ligne de front chaque jour au péril de sa vie pour livrer ses précieux vivres aux soldats. Sur le point d'épouser sa compagne Milena, il fait la connaissance de Nevesta, une Italienne, future épouse du frère de Milena, et poursuivie par un général anglais jaloux en quête de vengeance.
Kosta tombe amoureux de Nevesta. Le jour du mariage, des troupes d’élite massacrent les participants avant de se mettre en chasse des deux amoureux clandestins...

## Fiche technique
- Titre original : serbe : На млечном путу, Na mlečnom putu
- Titre français : On the Milky Road
- Réalisation : Emir Kusturica
- Scénario : Emir Kusturica
- Photographie : Martin Sec et Goran Volarevic
- Montage : Svetolik Zajc
- Musique : Stribor Kusturica
- Pays d'origine : Serbie
- Format : Couleurs - 35 mm - 2,35:1
- Genre : drame
- Durée : 125 minutes
- Tournage : De juin 2013 à mars 2016.
- Dates de sortie :
  -  Italie : 9 septembre 2016 : (Mostra de Venise)
  -  France : 12 juillet 2017

## Distribution
- Monica Bellucci : l'Italienne (la future mariée)
- Emir Kusturica : Kosta
- Sloboda Mićalović : Milena
- Predrag Manojlović : Žaga, le frère de Milena
- Milojka Andric : la vieille femme
- Bajram Severdžan : l'arrangeur de mariage
- Maria Darkina : Luna
- Sergej Trifunović :
- Zoran Cvijanović : le copilote d'hélicoptère
- Davor Janjić :
- Petar Mircevski : le cuisinier
- Darko Kurtović :
- Ratka Radmanović :
- Branislav Fistrić : un soldat

## Production

### Tournage
Le tournage du film s'est étendu sur près de 3 ans, entre juin 2013 et mars 2016 en Serbie, au Monténégro et en Bosnie-Herzégovine.

### Musique
La musique du film est composée par Stribor Kusturica qui est le fils d'Emir Kusturica..

#### Liste des chansons
1. Usporeno magare
2. Veliki brat
3. A Maria Cervantez
4. Flaše
5. Sirbia De La Nord
6. Mliječni put
7. Magare
8. Naš život
9. Dva se tića pobratimila
10. Potera
11. Mliječni put 2
12. Kostina
13. Pucnjava
14. Mliječno kolo
15. Leptir
16. Kraj

## Accueil

### Accueil critique
L'accueil critique est moyen : le site Allociné recense une moyenne des critiques presse de 2,4/5, et des critiques spectateurs à 3,4/5.
On The Milky Road obtient de très bonnes critiques comme de plus sévères :  
- Pour Jessica Saval, de Rolling Stone : « Comédie tragique d’une étrange beauté, "On the Milky Road" est l’expression parfaite d’un onirisme génialement désespéré. Critique sociale et religieuse à la musicalité grinçante, cet impitoyable ballet envoie valser son auteur aux bras d’une Monica Bellucci rarement aussi enchanteresse. ».
- Pour Caroline Vie, de 20 Minutes, « Le réalisateur offre un rôle magnifique à Monica Bellucci, superbe en réfugiée italienne qui partage la passion d’un laitier que le réalisateur incarne lui-même. (...) Face à Monica Bellucci, il éblouit par son style inimitable tout en fantaisie burlesque et en musiques entraînantes qui ne gomment pourtant pas la violence d’une période troublée. ».
- Pour Jacques Morice de Télérama, « l'imagination débordante de Kusturica a tendance à se saborder. [...] Son dernier bon film, La vie est un miracle, remonte à il y a treize ans. »[2].
- Pour Mathieu Macheret du Monde, On the Milky Road est une « fable poussive sur l'amour en temps de guerre [...] avec si peu de remise en question que son univers figé depuis trop longtemps bascule ici dans la boursouflure et l'hystérie. Images et scènes surchargées s'enchaînent dans une logique de surenchère, vouée à singer l’exubérance balkanique comme un pur effet de signature. »[3].

### Box-office
- France : 85 995 entrées[4]

## Distinction

### Récompense
- Mostra de Venise 2016 : Petit Lion d’or
- Golden Knight Film Festival 2017 : Grand Prix

### Sélection et nomination
- Mostra de Venise 2016 : sélection officielle